# Password Safe
Password Safe es un gestor de contraseñas de código abierto para el sistema operativo Windows que utiliza un cifrado AES a 256 bits. 
Los datos pueden ser organizados por categorías, ordenados y registrados. Para entrar se necesita una contraseña maestra. 
El programa fue creado por Bruce Schneier y ahora está desarrollado por un grupo de voluntarios en Sourceforge.